# حقل هابل العميق

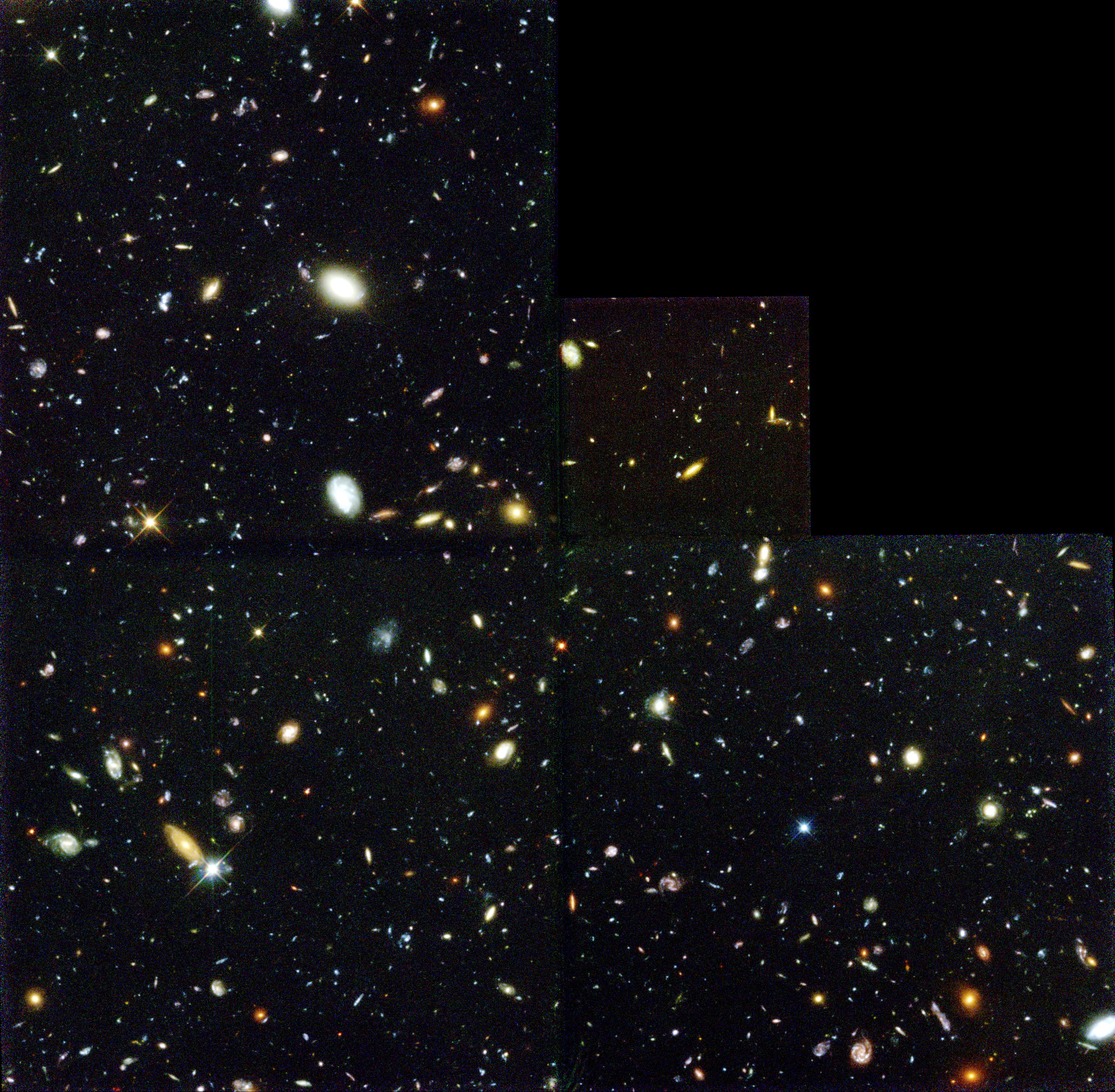
حقل هابل العميق

حقل هابل العميق (بالإنجليزية: Hubble Deep Field)‏، هو صورة لمنطقة صغيرة في كوكبة الدب الأكبر، وهي مؤلفة من بيانات تلسكوپ هابل الفضائي، وتُغطي مساحة حوالي 2.6 دقيقة قوسية، حوالي جزء من 24 مليون من السماء كلها، وهو ما يماثل كرة تنس تبعد مسافة 100 متر. تم تكوين الصورة من 342 تعريضًا منفصلًا التقطتها الكاميرا الكوكبية واسعة المجال 2 (Wide Field and Planetary Camera 2-WFPC2) بواسطة التلسكوپ الفضائي على مدار عشرة أيام متتالية من 18 ديسمبر إلى 28 ديسمبر 1995.
الحقل صغير جدًا بحيث لا يوجد سوى عدد قليل من النجوم الأمامية في الطريق اللبني داخله؛ وبالتالي كل الأجرام الـ3,000 الموجودة في الصورة هي مجرات، بعضها من بين الأصغر حجمًا والأكثر بُعدًا من المجرات المعروفة، ومن خلال الكشف عن هذه الأعداد الكبيرة للمجرات الصغيرة والبعيدة جدًا، أصبح حقل هابل العميق مَعلَم مهم في دراسة بداية الكون.
وبعد ثلاثة سنوات من رصد حقل هابل العميق، تم تصوير منطقة في نصف الأرض الجنوبي السماوي بنفس الطريقة وسُمي بحقل هابل العميق الجنوبي (Hubble Deep Field South)، وأدى التماثل بين المنطقتين إلى تعزيز الاعتقاد بأن الكون موحد على نطاقات واسعة، وأن الأرض تحتل منطقة نموذجية في الكون (المبدأ الكوني). كما تم أيضًا إجراء مسح آخر ولكنه أقل عُمقًا كجزء من مسح المراصد العظمى العميق. وفي 2004 تم أخذ صورة أعمق تُعرف باسم حقل هابل العميق الفائق (Hubble Ultra-Deep Field-HUDF)، تم إنشائها من خلال تعريض الضوء لعدة أشهر، وكانت صورة الحقل العميق الفائق في ذلك الوقت هي الأكثر حساسية في علم الفلك في الأطوال الموجية المرئية على الإطلاق، وظلت كذلك حتى إصدار حقل هابل العميق الأقصى (Hubble eXtreme Deep Field-XDF) في 2012.

## التصور

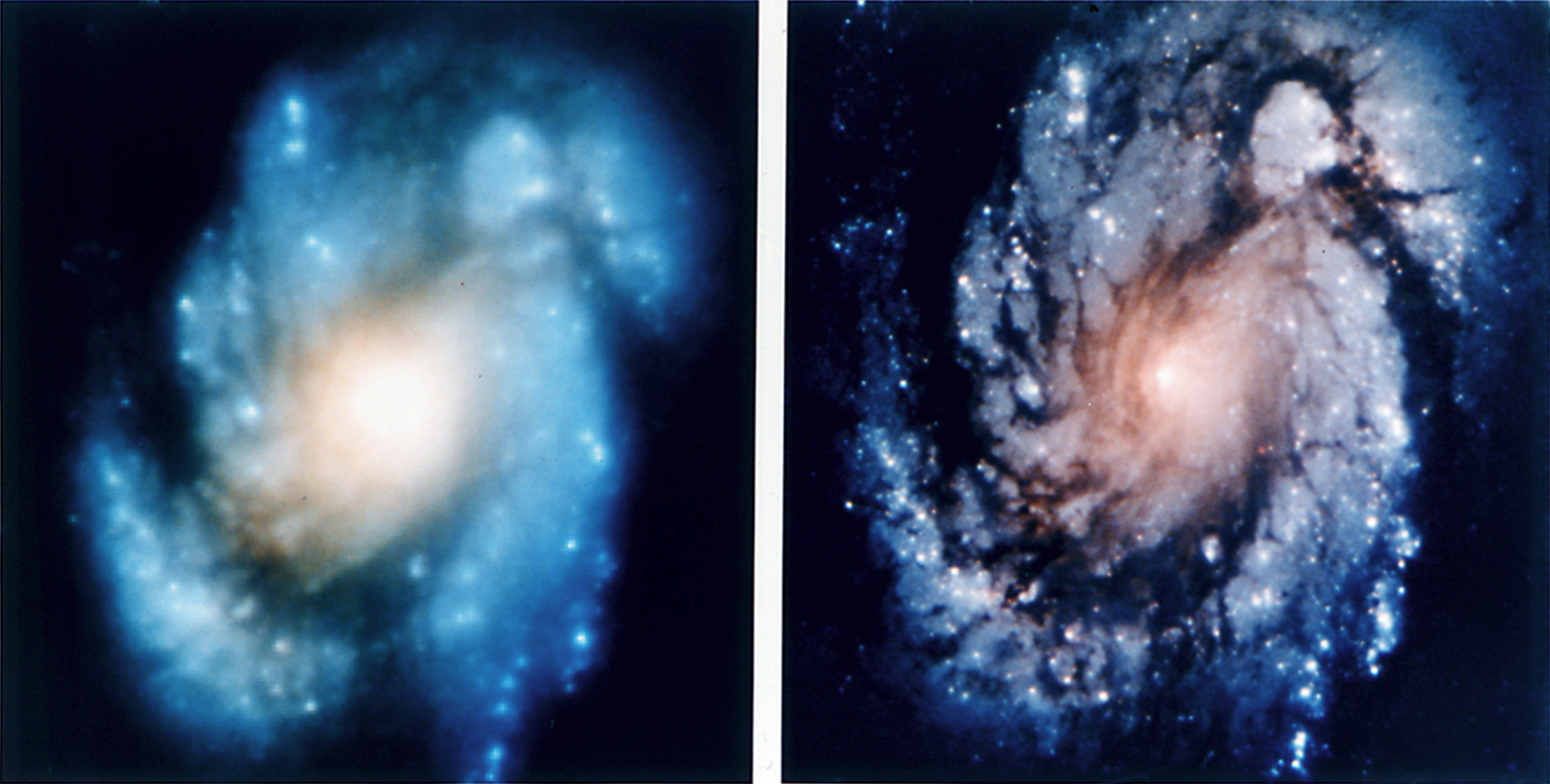
شجع التحسن الكبير في قدرات التصوير لدى تلسكوپ هابل الفضائي بعد التصحيحات البصرية محاولات الحصول على صور عميقة جدًا للمجرات البعيدة.

كان واحدٌ من الأهداف الرئيسية لعلماء الفلك الذين صمموا تلسكوپ هابل الفضائي هو استخدام دِقّته البصرية العالية من أجل دراسة المجرات البعيدة إلى مستوى من التفصيل لم يكن ممكنًا من على سطح الأرض، ومن خلال موقعه فوق الغلاف الجوي يستطيع تلسكوپ هابل أن يتجنب التوهج الليلي مما يسمح له بالتقاط صور أكثر حساسية للضوء المرئي والأشعة فوق البنفسجية أكثر مما يمكن الحصول عليه بواسطة التلسكوپات الأرضية محدودة الرؤية (عندما تصبح جودة التصحيح البصري التكيفي عند 10 أمتار في الأطوال الموجية المرئية ممكنة، ربما تكون التلسكوپات الأرضية وقتها قادرة على المنافسة)، وعلى الرغم من أن مرآة التلسكوپ عانت من الانحراف الكروي عندما أُطْلِق التلسكوپ في 1990، فقد كان لا زال من الممكن استخدامها من أجل التقاط صور لمجرات أكثر بُعدًا مما كان ممكنًا من قبل. لأن الضوء يستغرق مليارات السنين للوصول إلى الأرض من المجرات البعيدة جدًا؛ وبالتالي فتوسيع نطاق هذا البحث عن المجرات البعيدة على نحو متزايد يسمح بفهم أفضل لكيفية تطورها.
وبعد تصحيح الانحراف الكروي خلال مهمة مكوك فضاء STS-61 في 1993. تم استخدام قدرات التصوير المُحسنة للتلسكوپ لدراسة المجرات البعيدة جدًا والباهتة. وقد استخدم المسح المتوسط العميق (Medium Deep Survey-MDS) الكاميرا الكوكبية واسعة المجال 2 (WFPC2) من أجل التقاط صور عميقة للحقول العشوائية في حين أنه تم استخدام أدوات أخرى لأغراض الرصد المقررة، وفي الوقت نفسه قامت برامج أخرى مكرسة بالتركيز على رصد المجرات التي كانت معروفة بالفعل من خلال الرصد الأرضي. وقد كشفت كل هذه الدراسات عن اختلافات كبيرة بين خصائص المجرات الحالية وتلك التي كانت موجودة قبل عدة مليارات من السنين.
تم تخصيص ما يصل إلى 10% من وقت رصد تلسكوپ هابل الفضائي كوقت تقديري للمُدراء (Director's Discretionary-DD)، وعادةً ما يتم منحه لعلماء الفلك الذين يرغبون في دراسة الظواهر العابرة غير المتوقعة؛ مثل المستعرات العظمى. وبمجرد إظهار تلسكوپ هابل أداء جيد للتصحيح البصري، قرر روبرت ويليامز مدير معهد مراصد علوم الفضاء آنذاك تخصيص جزء كبير من وقته في 1995 لدراسة المجرات البعيدة. وأوصت لجنة استشارية خاصة بالمعهد باستخدام الكاميرا الكوكبية واسعة المجال 2 لتصوير بقعة «نموذجية» من السماء على خط عرض مجري عالي باستخدام عدة مرشَحات ضوئية، وتم إنشاء فرق عمل لتطوير وتنفيذ المشروع.

## اختيار الهدف

حقل هابل العميق يقع في منطقة المشاهدة المستمرة الشمالية لهابل، كما هو مُبين في هذا الرسم التوضيحي.

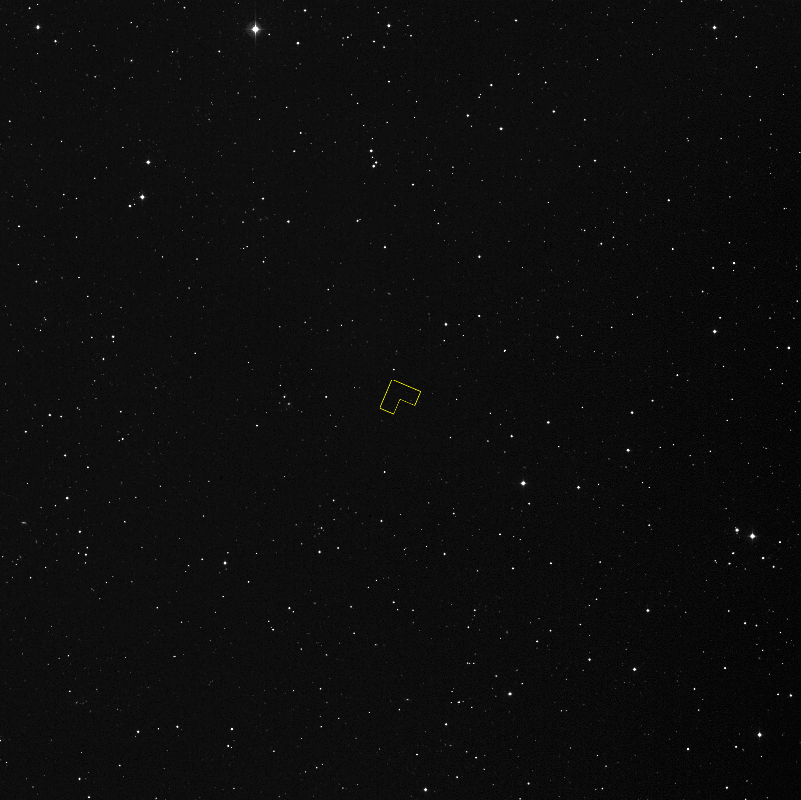
حقل هابل العميق في مركز هذه الصورة في درجة واحدة من السماء، والقمر كما يُرى من الأرض يملأ ما يقرب من ربع هذه الصورة.

الحقل المختار للرصد يتطلب أن يحقق العديد من المعايير، يجب أن يكون على خط عرض مجري عالي، لأن الغبار والمادة المعتمة في المستوى المسطح لقرص الطريق اللبني سوف يمنع رصد المجرات البعيدة عند خطوط العرض المنخفضة. كما أن الحقل المستهدف عليه تجنب المصادر الساطعة المعروفة للضوء المرئي (مثل النجوم الأمامية)، وانبعاثات الأشعة تحت الحمراء والأشعة فوق البنفسجية والأشعة السينية، لتسهيل الدراسات اللاحقة في العديد من الأطوال الموجية من الأجرام في الحقل العميق، كما يتطلب أن يكون في منطقة ذات خلفية سمحاقية الأشعة تحت الحمراء منخفضة، وانبعاثات الأشعة تحت الحمراء الناعمة المنتشرة يُعتقد أنها تكون ناجمة عن حبيبات الغبار الدافئة في سُحب غاز الهيدروجين الباردة (مناطق هيدروجين I).
هذه المعايير تحدد مناطق الحقول المستهدفة المحتملة، وقد تقرر أن الهدف يجب أن يكون في «مناطق المشاهدة المستمرة» بالنسبة لهابل (continuous viewing zones-CVZ)—وهي مناطق في السماء لا تُحتَجب بواسطة الأرض أو القمر عن مدار هابل. وقد قرر فريق العمل التركيز على منطقة شمال الـ (CVZ)، بحيث يمكن لتلسكوپات نصف الأرض الشمالي مثل تلسكوپا كيك وتلسكوپات مرصد قمة كيت الوطني ومصفوفة المراصد الكبيرة جدًا أن تجري ملاحظات المتابعة.
تم تحديد عشرون حقلًا تتحقق فيهم هذه المعايير، ثلاثة منهم كانوا مرشحين بسبب أفضليتهم، كلهم داخل كوكبة الدب الأكبر، وتم استبعاد أحد هذه الحقول بسبب احتوائه على مصدر موجات راديو عالي التقطتها مصفوفة المراصد الكبيرة جدًا، وتم اتخاذ القرار النهائي بين الاثنين الآخرين على أساس توافر نجوم مُرشدة بالقرب من الحقل؛ وعادة ما يتطلب رصد هابل زوجًا من النجوم القريبة التي يمكن أن تُثَبتها أجهزة الاستشعار الإرشادية أثناء التعريض، ولكن بالنظر إلى أهمية رصد حقل هابل العميق فقد تطلب فريق العمل مجموعة ثانية من نجوم الدعم الاحتياطي الارشادية. الحقل الذي تم اختياره في النهاية يقع في المطلع المستقيم 12سا 36د 49.4ث والميل +62° 12′ 58″؛ وهو تقريبًا 2.6 دقيقة قوسية عرضًا. أو 1/10 من قُطر القمر. والمنطقة تبلغ مساحتها ما يقدر بـ1/28,000,000 من المساحة الكلية للسماء.

## الرصد

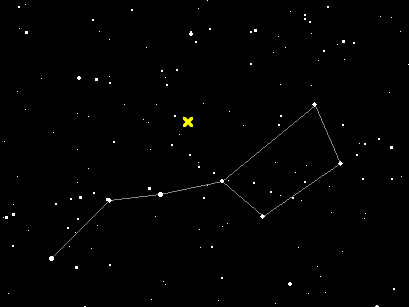
موقع حقل هابل العميق في كوكبة الدب الأكبر.

وبمجرد اختيار الحقل كان لابد من تطوير إستراتيجية الرصد، وكان لابد من اتخاذ قرار هام يختص بتحديد المرشَح الذي سوف يتم استخدامه في الرصد؛ وقد تم تجهيز الكاميرا الكوكبية واسعة المجال 2 مع ثمانية وأربعين مرشَحًا، بما في ذلك مرشَحات النطاق الضيق التي تعزل الخطوط الطيفية المتعلقة بالاهتمامات الفيزيائية الفلكية، ومرشَحات النطاق العريض مفيدة في دراسة ألوان النجوم والمجرات. اختيار المرشَحات لاستخدامها من أجل حقل هابل العميق يتوقف على 'الإنتاجية' لكل مرشَح، والنسبة الكلية للضوء الذي يسمح له بالمرور عبره، والتغطية الطيفية المتاحة، ومرشَحات تمرير الطاقة المتداخلة كانت مرغوبة بأقل قدر ممكن.
وفي النهاية تم اختيار أربعة مرشَحات للنطاق العريض، تُركز على أطوال موجية تبلغ 300 نم (قريب من الأشعة فوق البنفسجية) و450 نم (ضوء أزرق) و606 نم (ضوء أحمر) و814 نم (قريب من الأشعة تحت الحمراء)، لأن الكفائة الكَمية لمستشعر هابل منخفضة جدًا عند 300 نم، والضوضاء في الرصد عند هذا الطول الموجي ترجع أساسًا إلى ضوضاء جهاز اقتران الشحنة (CCD) بدلًا من خلفية السماء؛ وبالتالي يمكن إجراء هذا الرصد في الأوقات عندما تكون الضوضاء المرتفعة في الخلفية قد أضرت بكفائة الرصد في النطاقات الأخرى.
بين 18 ديسمبر 1995 و28 ديسمبر 1995—وأثناء الوقت الذي دار فيه هابل حول الأرض 150 مرة— تم التقاط 342 صورة للمنطقة المستهدفة في المرشَحات المختارة، وبلغ مجموع أوقات التعريض في كل طول موجي 42.7 ساعة (300 نم) و33.5 ساعة (450 نم) و30.3 ساعة (606 نم) و34.3 ساعة (814 نم)، قُسمت إلى 342 تعريض فردي من أجل منع حدوث أضرار كبيرة للصور الفردية من قِبل الأشعة الكونية، والتي تتسبب في ظهور خطوط ساطعة عندما تصطدم بمستشعرات الـ (CCD)، وقد تم استخدام 10 مدارات إضافية لهابل لإجراء تعريضات قصيرة للحقول المحيطة لمساعدة ملاحظات المتابعة من قِبل الأدوات الأخرى.

## معالجة البيانات

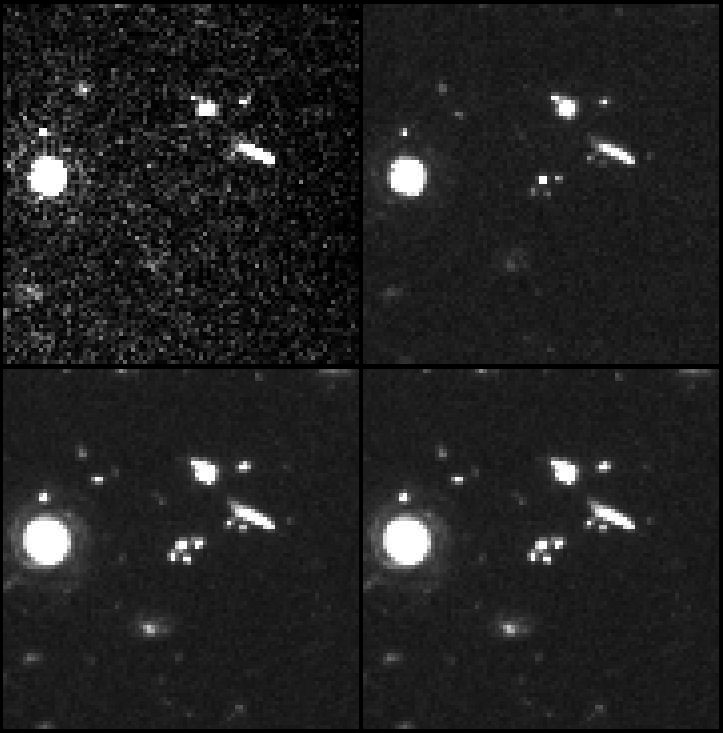
قسم من حقل هابل العميق حوالي 14 ثانية قوسية عبر كل الأطوال الموجية الأربعة استُخدمت من أجل إنشاء النسخة النهائية: 300 نم (أعلى اليسار)، 450 (أعلى اليمين)، نم 606 (أسفل اليسار)، نم 814 (أسفل اليمين) نم.

إنتاج صورة نهائية مُرَكَبة من كل طول موجي كان عملية معقدة، حيث تمت إزالة الپكسلات الساطعة التي أحدثتها اصطدامات الأشعة الكونية أثناء التعريض من خلال مقارنة التعريضات ذات الطول المتساوي التي اِلتُقطت الواحدة تلو الأخرى، وتحديد الپكسلات التي تأثرت بالأشعة الكونية في تعريض واحد ولكنه ليس في التعريضات الأخرى، وكانت آثار المخلفات الفضائية والأقمار الصناعية موجودة في الصور الأصلية، وقد أُزيلت بحرص.
وكان الضوء المتناثر من الأرض ظاهرًا في حوالي ربع إطارات البيانات، خالقًا نمط "X" مرئي على الصور، وقد تمت إزالته عن طريق التقاط صورة متأثرة بالضوء المتناثر ومواءمتها مع صورة غير متأثرة، ثم طرح الصورة غير المتأثرة من الصورة المتأثرة، الصورة الناتجة كانت مصقولة، ويمكن بعد ذلك الطرح من الإطار الساطع، هذا الإجراء أزال تقريبًا كل الأضواء المتناثرة من الصورة المتأثرة.
وبمجرد تنظيف الصور الـ342 الفردية من الأشعة الكونية وتصحيح الضوء المتناثر، كان يجب دمجها معًا. العلماء الذين شاركوا في رصد حقل هابل العميق إبتكروا تقنية تُسمى «رذاذ»، حيث تباين تنقيط التلسكوپ بشكل دقيق بين جلسات التعريض، كل پكسل على رقائق (WFPC2 CCD) سجل منطقة 0.09 ثانية قوسية من السماء، ولكن من خلال تغيير الاتجاه بحيث كان التلسكوپ ينقط أقل من ذلك بين مرات التعريض، والصور الناتجة كانت مُجمعة باستخدام تقنيات معالجة صور متطورة من أجل الحصول على درجة وضوح زاوية نهائية أفضل من هذا المقدار. وتم إصدار حقل هابل العميق في كل طول موجة له حجم پكسل نهائي يبلغ 0.03985 ثانية قوسية.
أنتجت معالجة البيانات أربعة صور أحادية اللون (في 300 نم، و450 نم، و606 نم، و814 نم)، واحدة لكل طول موجي. صورة واحدة تم تعيينها كحمراء (814 نم)، والثانية كخضراء (606 نم)، والثالثة كصفراء (450 نم)، وتم جمع الصور الثلاثة معًا من أجل إصدار صورة ملونة. ونظرًا لأن الأطوال الموجية التي التُقطت فيها الصور لا تتطابق مع أطوال موجات الضوء الأحمر والأخضر والأزرق؛ فقد أعطت الألوان في الصورة النهائية تمثيل تقريبي فقط للألوان الفعلية للمجرات التي في الصورة، وقد كان اختيار المرشَحات لحقل هابل العميق (ولغالبية صور هابل) يهدف أساسًا إلى تعظيم المنفعة العلمية للرصد بدلًا من خلق ألوان مطابقة لما يمكن لعين الإنسان أن تدركه.

## محتويات الحقل العميق
الصورة النهائية تم إصدارها في اجتماع للمجتمع الفلكي الأمريكي في يناير 1996. وكشفت عدد كبير من المجرات البعيدة الخافتة، توجد حوالي 3,000 مجرة ظاهرة يمكن تحديدها في الصورة. وكلا من المجرات غير المنتظمة والمجرات الحلزونية ظاهرة بوضوح، على الرغم من أن بعض المجرات في الحقل هي عبارة عن عدد قليل من الپكسلات، وفي المجمل يُعتقد أن حقل هابل العميق يحتوي على أقل من عشرين من النجوم المجرية الأمامية؛ وحتى الآن أغلبية الأجرام في الحقل هي مجرات بعيدة.
هناك ما يقرب من خمسين جُرم يشبه النقطة في الحقل، ويبدو أن العديد منها مرتبط مع المجرات المجاورة، والتي تشكل معًا سلاسل وأقواس؛ هذه من المرجح أنها مناطق تكَوّن نجوم كثيفة، والآخرون ربما يكونون كويزرات بعيدة، وقد استبعد علماء الفلك في البداية احتمالية أن تكون بعض الأجرام التي تشبه النقطة هي أقزام بيضاء، لأن لونها أكثر زُرقًا على أن تكون متسقة مع نظريات تطور القزم الأبيض السائدة في ذلك الوقت، ومع ذلك فقد وجدت أعمال حديثة أخرى أن العديد من الأقزام البيضاء تصبح أكثر زُرقًا مع تقدمها في العمر، وهو ما يدعم فكرة أن حقل هابل العميق قد يحتوي على أقزام بيضاء.

## النتائج العلمية

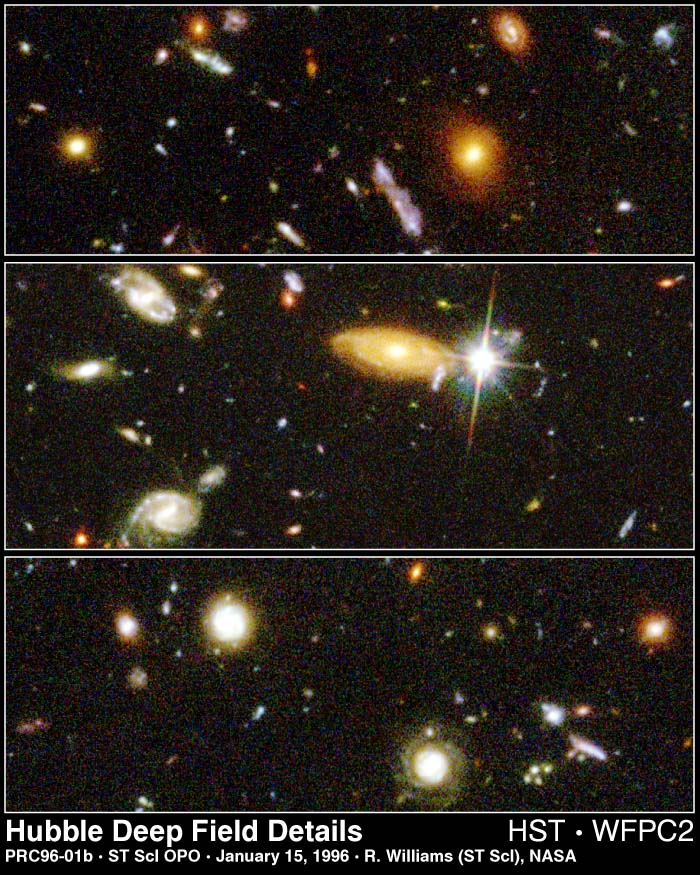
تفاصيل من حقل هابل العميق تُظهر مجموعة عريضة متنوعة من الأشكال والأحجام والألوان للمجرات الموجودة في الكون البعيد.

قدمت بيانات حقل هابل العميق مادة غنية جدًا لعلماء الكون لتحليلها، وبحلول أواخر 2014 كانت الأوراق العلمية المرتبطة بالصورة قد تخطت 900 استشهاد. وكان واحدًا من أهم النتائج الأساسية هو اكتشاف أعداد كبيرة من المجرات ذات انزياح أحمر عالي.
ومع توسع الكون، تنحسر الأجرام البعيدة عن الأرض بشكل أسرع، في ما يُسمى بتدفق هابل، الضوء في المجرات البعيدة جدًا يتأثر بشكل كبير بالانزياح الأحمر، في حين أن الكويزرات ذات الانزياح الأحمر العالي كانت معروفة، وعدد قليل جدًا من المجرات ذات انزياح أحمر أكبر من واحد كانت معروفة قبل صدور صور حقل هابل العميق. على كل حال فقد احتوى الحقل على مجرات عديدة لها انزياح أحمر عالي يصل إلى ستة، وهو ما يعادل مسافات تصل إلى 12 مليار سنة ضوئية. وبحسب الانزياح الأحمر فإن أكثر الأجرام بُعدًا في الحقل العميق مجرات كسر لايمان (Lyman-break galaxy) ليست ظاهرة في الواقع في صور هابل؛ ويمكن الكشف عنها فقط في صور تم التقاطها في أطوال موجية أطول بواسطة التلسكوپات الأرضية.
وقد احتوت مجرات الحقل العميق على نسبة أكبر بكثير من المجرات المضطربة وغير المنتظمة من الكون الحالي. كما كانت تصادمات المجرات والاندماجات أكثر شيوعًا في الكون الأصغر سنًا كما أن حجمه كان أصغر بكثير منه اليوم. ويُعتقد أن المجرات الإهليلجية العملاقة تتشكل عندما تتصادم المجرات الحلزونية والغير منتظمة.
كما سمحت ثروة من المجرات في مراحل مختلفة من تطورها لعلماء الفلك بتقدير التباين في معدَّل تكوين النجوم على مدى عمر الكون، في حين أن تقديرات الانزياح الأحمر لمجرات الحقل العميق هي خامة بعض الشيء، ويعتقد علماء الفلك أن تكوين النجوم وصل إلى أقصى معدَّل له قبل 8-10 مليار سنة مضت، ثم تناقص بعامل حوالي 10 منذ ذلك الحين.
وهناك نتيجة أخرى مهمة من حقل هابل العميق هي وجود عدد قليل جدًا من النجوم الأمامية، فلسنوات كان علماء الفلك متحيرين بالنسبة لطبيعة المادة المظلمة وهي الكتلة التي يبدو انها لا يمكن الكشف عنها، ولكن الرصد أظهر بِنية ما يقرب من 90% من كتلة الكون. نظرية واحدة تقول أن المادة المظلمة ربما تتكون من أجرام فلكية فيزيائية هالية مضغوطة ثقيلة (ماكهو، "MACHOs")، وهي أجرام خافتة لكنها ثقيلة من الأقزام الحمراء والكواكب في المناطق الخارجية من المجرات. ومع ذلك فقد أظهر الحقل العميق أنه لا توجد أعداد كبيرة من الأقزام الحمراء في الأجزاء الخارجية من مجرتنا.

## متابعة التردد المتعدد

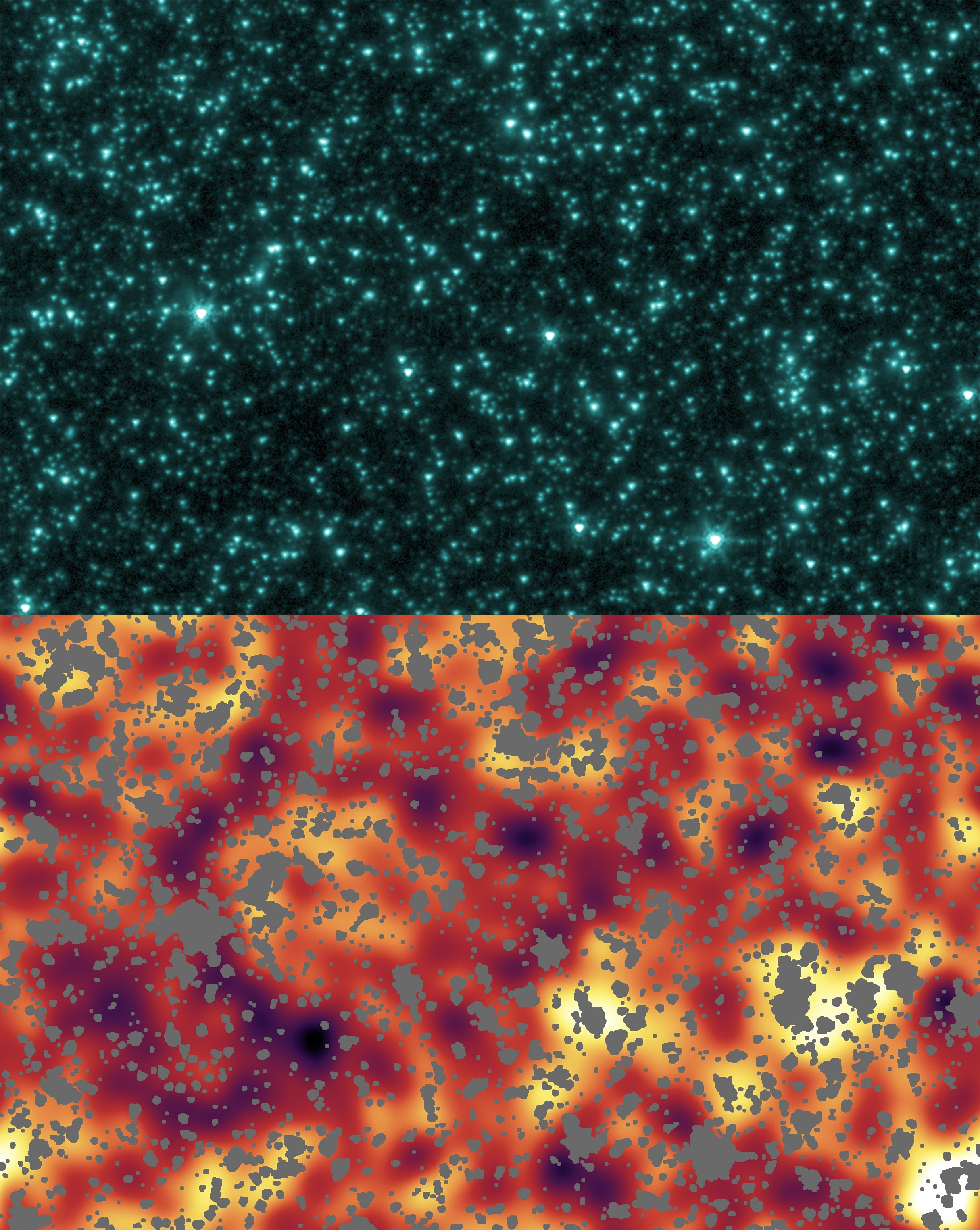
تصوير حقل هابل العميق بواسطة تلسكوپ سپيتزر الفضائي، الجزء العُلوي يُظهر الأجرام الأمامية في الحقل، والسُفلي يُظهر الأجرام الخلفية مع إزالة الأجرام الأمامية.

لا يمكن رؤية الأجرام ذات الانزياح الأحمر العالي لمجرات كسر لايمان في الضوء المرئي وعادة ما يتم الكشف عنها بواسطة مُسوح الطول الموجي التحت الأحمر أو دون المليمتر. وقد حدد الرصد بواسطة مرصد الأشعة تحت الحمراء الفضائي (ISO) انبعاث الأشعة تحت الحمراء من 13 مجرة مرئية في الصور البصرية؛ ويعود ذلك إلى وجود كميات كبيرة من الغبار المرتبط بتكوين النجوم الكثيف. كما تم رصد الأشعة تحت الحمراء بواسطة تلسكوپ سپيتزر الفضائي. وقد أُجري رصد دون المليمتر للحقل بواسطة (SCUBA) في تلسكوپ جيمس كليرك ماكسويل، في البداية تم الكشف عن 5 مصادر على الرغم من أن الوضوح كان منخفض جدًا. كما أن الرصد تم أيضًا بواسطة تلسكوپ سوبارو في هاواي.
كشفت الأشعة السينية التي رصدها تلسكوپ تشاندرا الفضائي للأشعة السينية عن ستة مصادر في حقل هابل العميق، والتي وُجد أنها تتطابق مع ثلاثة مجرات إهليجية: مجرة حلزونية واحدة، ونواة مجرية نشطة واحدة، وجرم واحد شديد الاحمرار، يُعتقد أنها مجرة بعيدة تحتوي على كمية كبيرة من الغبار يمتص انبعاثات الضوء الأزرق.
وكشفت الصور الراديوية المُلتقَطة بواسطة مصفوفة المراصد الكبيرة جدًا عن سبعة مصادر راديوية في الحقل العميق، وكلها تطابق المجرات المرئية في الصور البصرية. كما أن هذا الحقل تم مسحه بواسطة تلسكوپ ويستربورك الراديوي التركيبي (Westerbork Synthesis Radio Telescope-WSRT) ومصفوفة ميرلين (Multi-Element Radio Linked Interferometer Network-MERLIN) للتلسكوپات الراديوية عند 1.4 جيجاهرتز. خرائط مصفوفات المراصد الكبيرة جدًا وميرلين صُنعت في أطوال موجية تبلغ 3.5 و20 سـم حددت 16 مصدرًا راديويًا في حقل هابل العميق، مع أكثر من ذلك بكثير في الحقول المحيطة. بعض الصور الراديوية من بعض المصادر الفردية في الحقل تم صنعها من قِبل شبكة ڤي إل بي آي الأوروپية (European VLBI Network) عند 1.6 جيجا هرتز وهي لها دقة أعلى من خرائط هابل.

## رصد تلسكوپ هابل اللاحق

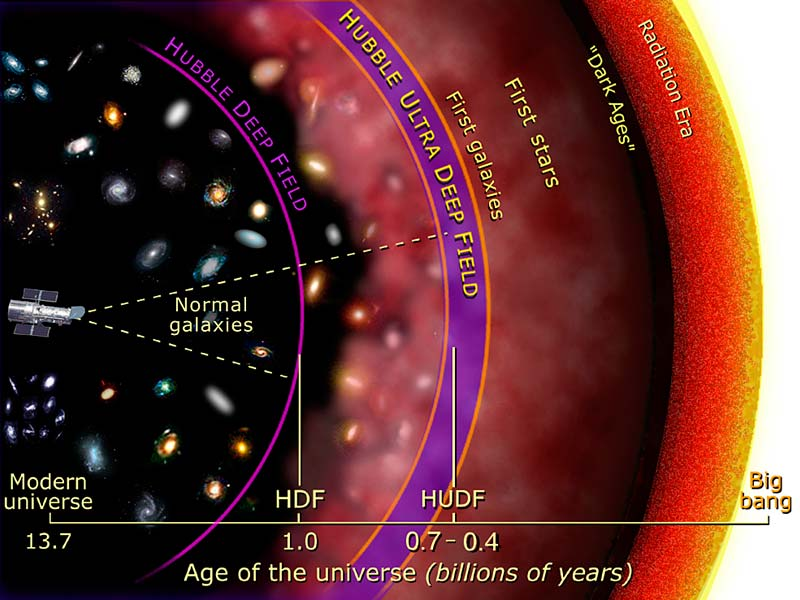
رسم بياني يوضح مقارنة المسافة بين حقل هابل العميق (HDF) وحقل هابل العميق الفائق (HUDF).

تم إنشاء حقل مُناظر لحقل هابل العميق في نصف الأرض السماوي الجنوبي في 1998 هو حقل هابل العميق الجنوبي (HDF-South). وأُنشئ باستخدام إستراتيجية مراقبة مماثلة. وكان الحقل الجنوبي له مظهر مشابه جدًا للحقل الأول. وهو ما يدعم المبدأ الكوني بأن الكون متجانس عند أكبر مقياس له. تم استخدام في الحقل الجنوبي المحلل الطيفي التصويري للتلسكوپ الفضائي (STIS) وكاميرا المجال القريب من تحت الأحمر والمطياف متعدد الأجسام (NICMOS) التي تم تركيبها في تلسكوپ هابل في 1997، ومنذ ذلك الحين تم إعادة رصد حقل هابل العميق عدة مرات باستخدام (WFPC2) وكذلك باستخدام (NICMOS) و (STIS). وقد تم الكشف عن العديد من أحداث المستعرات العظمى من خلال المقارنة بين الرصد الأول والثاني.
تم عمل مسح ثاني أكثر إتساعًا ولكنه أقل حساسية، تم تنفيذه كجزء من مسح المراصد العظمى العميق، قسم منه تم بعد ذلك رصده لمدة أطول من أجل إنشاء حقل هابل العميق الفائق (HUDF)، والذي كان أكثر صورة بصرية حساسة لحقل عميق لسنوات. إلى أن تم اكتمال حقل هابل العميق الأقصى (XDF) في 2012. تم إصدار صور الحقل العميق الأقصى في 26 سپتمبر 2012 إلى عددٍ من وكالات الإعلام. تُظهر صور الحقل العميق الأقصى مجراتٍ يُعتقد الآن أنها تكونت خلال الـ500 مليون سنة الأولى التي تلت الانفجار العظيم.

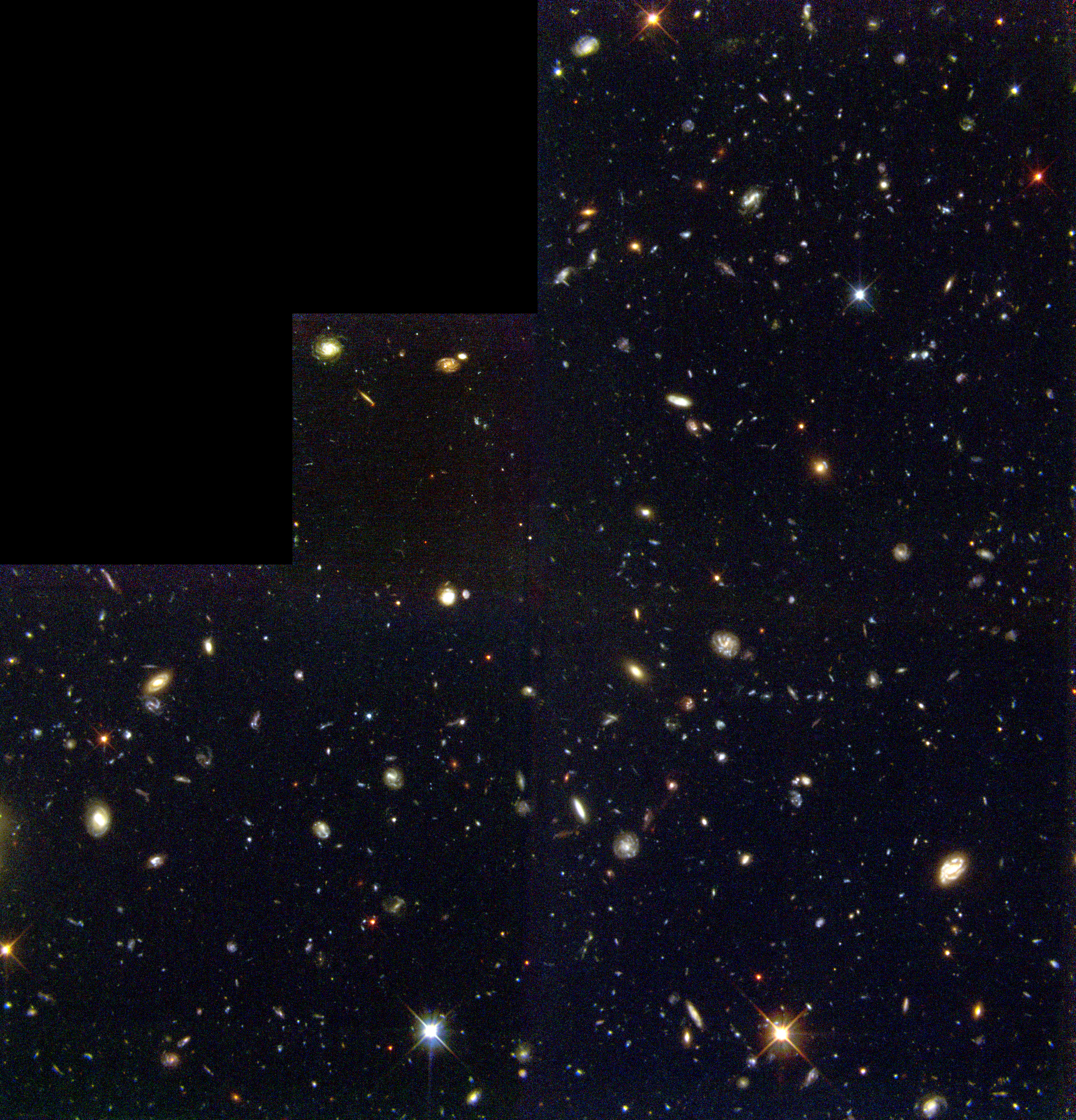
حقل هابل العميق الجنوبي يبدو مشابهًا كثيرًا للحقل العميق الأصلي، مما يدل على المبدأ الكوني.
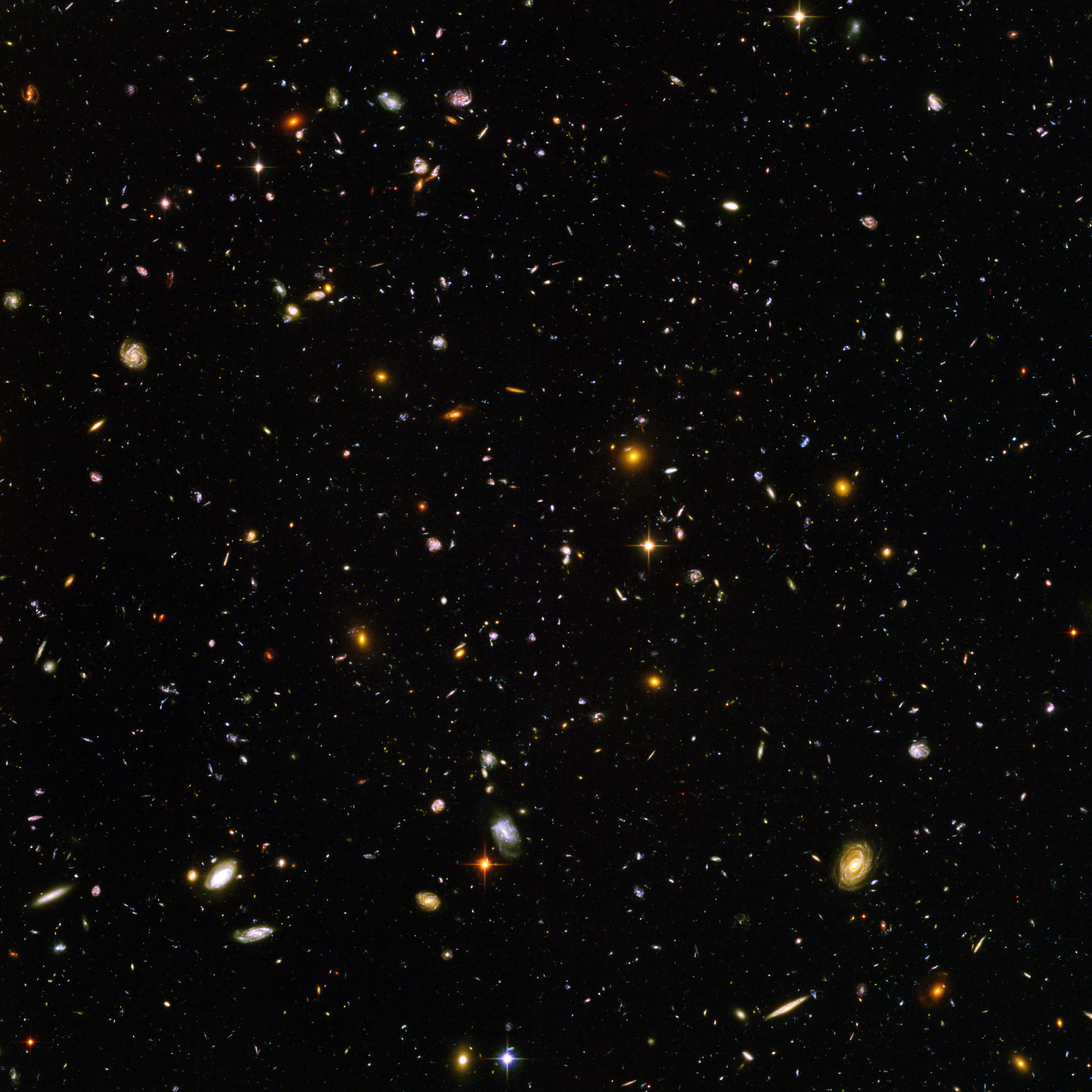
حقل هابل العميق الفائق الصادر في 2004.
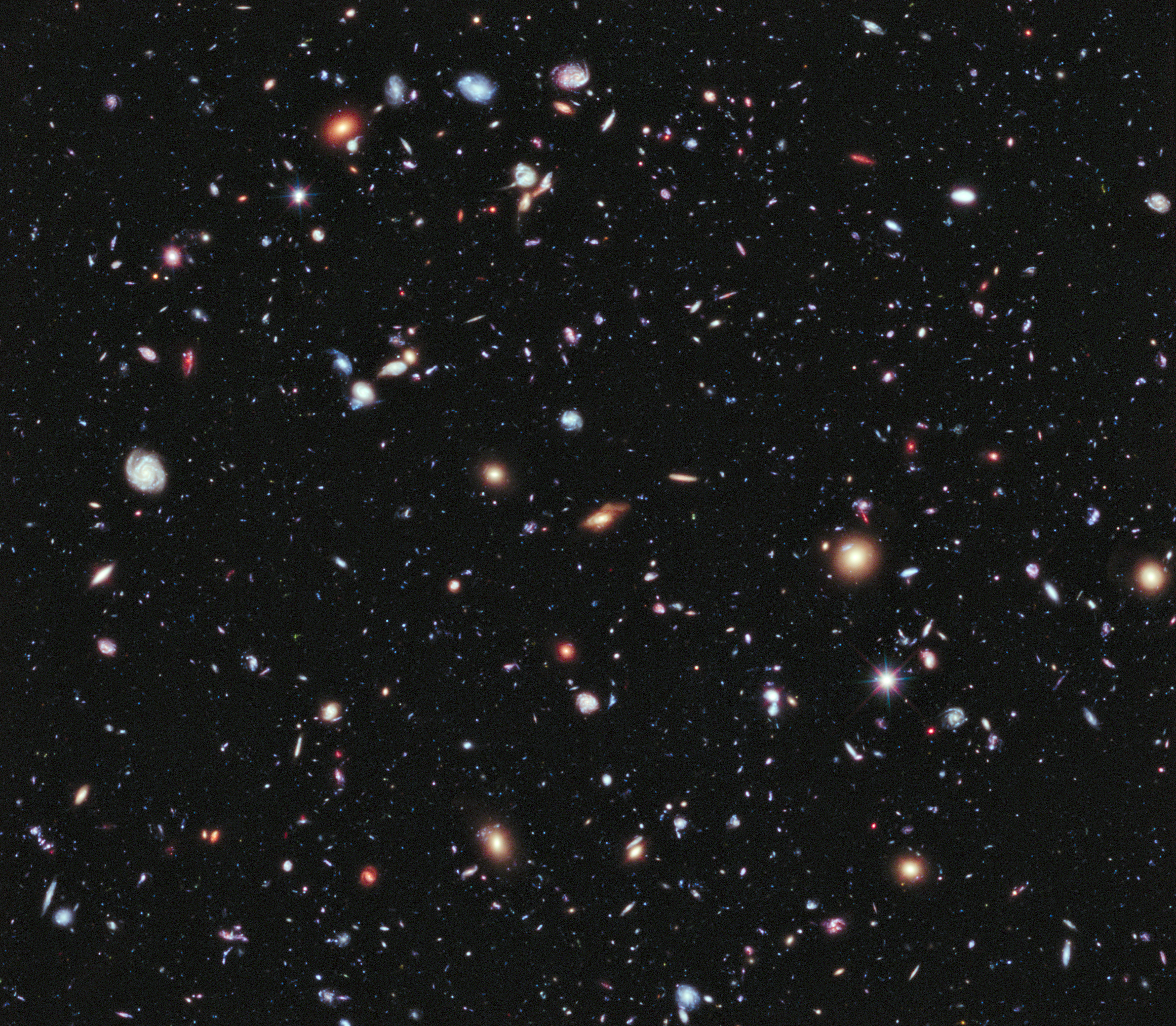
حقل هابل العميق الأقصى الصادر في 2012.

## ببليوجرافيا
- Abraham، R.G.؛ وآخرون (1996). "The Morphologies of Distant Galaxies. II. Classifications from the Hubble Space Telescope Medium Deep Survey". Astrophysical Journal Supplement. ج. 107: 1–17. Bibcode:1996ApJS..107....1A. DOI:10.1086/192352.
- Alcock، C.؛ وآخرون (1992). "The search for massive compact halo objects with a (semi) robotic telescope". في A.V. Fillipenko (المحرر). 103rd Annual Meeting of the Astronomical Society of the Pacific. Robotic telescopes in the 1990s. ج. 34. ص. 193–202. Bibcode:1992ASPC...34..193A. ISBN:0-937707-53-8.
- Beckwith، S.V.؛ وآخرون (2006). "The Hubble Ultra Deep Field". The Astronomical Journal. ج. 132 ع. 5: 1729–1755. arXiv:astro-ph/0607632. Bibcode:2006AJ....132.1729B. DOI:10.1086/507302.
- Casertano، S.؛ وآخرون (2000). "WFPC2 Observations of the Hubble Deep Field South". The Astronomical Journal. ج. 120 ع. 6: 2747–2824. arXiv:astro-ph/0010245. Bibcode:2000AJ....120.2747C. DOI:10.1086/316851.
- Connolly، A.J.؛ وآخرون (1997). "The evolution of the global star formation history as measured from the Hubble Deep Field". Astrophysical Journal Letters. ج. 486 ع. 1: L11. arXiv:astro-ph/9706255. Bibcode:1997ApJ...486L..11C. DOI:10.1086/310829.
- Ferguson، H.C. (2000a). "The Hubble Deep Fields". في N. Manset؛ C. Veillet؛ D. Crabtree (المحررون). Astronomical Data Analysis Software and Systems IX. ASP Conference Proceedings. Astronomical Society of the Pacific. ج. 216. ص. 395. ISBN:1-58381-047-1. مؤرشف من الأصل في 2020-07-28.
- Ferguson، H.C.؛ Dickinson، Mark؛ Williams، Robert (2000b). "The Hubble Deep Fields". Annual Review of Astronomy and Astrophysics. ج. 38 ع. 1: 667–715. arXiv:astro-ph/0004319. Bibcode:2000ARA&A..38..667F. DOI:10.1146/annurev.astro.38.1.667.
- Ferguson، A.S. (1998). "The Hubble deep field". Reviews in Modern Astronomy. ج. 11: 83–115. Bibcode:1998RvMA...11...83F.
- Flynn، C.؛ Gould، A.؛ Bahcall، J. N. (1996). "Hubble Deep Field Constraint on Baryonic Dark Matter". Astrophysical Journal Letters. ج. 466 ع. 2: L55–L58. arXiv:astro-ph/9603035. Bibcode:1996ApJ...466L..55F. DOI:10.1086/310174.
- Schilizzi، M.A.؛ وآخرون (2000). "WSRT observations of the Hubble Deep Field region". Astronomy and Astrophysics. ج. 361: L41–L44. arXiv:astro-ph/0008509. Bibcode:2000A&A...361L..41G.
- Garrett، M.A.؛ وآخرون (2001). "AGN and starbursts at high redshift: High resolution EVN radio observations of the Hubble Deep Field". Astronomy and Astrophysics. ج. 366 ع. 2: L5–L8. arXiv:astro-ph/0102037. Bibcode:2001A&A...366L...5G. DOI:10.1051/0004-6361:20000537.
- Hansen، B.M.S. (1998). "Observational signatures of old white dwarfs". في J Paul؛ T Montmerle؛ E Aubourg (المحررون). 19th Texas Symposium on Relativistic Astrophysics and Cosmology. arXiv:astro-ph/9808273. Bibcode:1998astro.ph..8273H.; also published in Nature 394: 860 بيب كود: 1998Natur.394..860H.
- Hornschemeier، A.E.؛ وآخرون (2000). "X-Ray sources in the Hubble Deep Field detected by Chandra". The Astrophysical Journal. ج. 541 ع. 1: 49–53. arXiv:astro-ph/0004260. Bibcode:2000ApJ...541...49H. DOI:10.1086/309431.
- Richards، E.A.؛ وآخرون (1998). "Radio Emission from Galaxies in the Hubble Deep Field". The Astronomical Journal. ج. 116 ع. 3: 1039–1054. arXiv:astro-ph/9803343. Bibcode:1998AJ....116.1039R. DOI:10.1086/300489.
- Gonzalez-Serrano، M.؛ وآخرون (1997). "Observations of the Hubble Deep Field with the Infrared Space Observatory — V. Spectral energy distributions, starburst models and star formation history". Monthly Notices of the Royal Astronomical Society. ج. 289 ع. 2: 490–496. arXiv:astro-ph/9707030. Bibcode:1997MNRAS.289..490R. DOI:10.1093/mnras/289.2.490.
- Trauger، J.T.؛ وآخرون (1994). "The on-orbit performance of WFPC2". Astrophysical Journal Letters. ج. 435 ع. 1: L3–L6. Bibcode:1994ApJ...435L...3T. DOI:10.1086/187580.
- Trimble، V. (1987). "Existence and nature of dark matter in the universe". Annual Review of Astronomy and Astrophysics. ج. 25 ع. 1: 425–472. Bibcode:1987ARA&A..25..425T. DOI:10.1146/annurev.aa.25.090187.002233.
- Williams، R.E.؛ وآخرون (1996). "The Hubble Deep Field: Observations, Data Reduction, and Galaxy Photometry". The Astronomical Journal. ج. 112: 1335–1389. arXiv:astro-ph/9607174. Bibcode:1996AJ....112.1335W. DOI:10.1086/118105.
- Williams، R.E.؛ وآخرون (2000). "The Hubble Deep Field South: Formulation of the Observing Campaign". The Astronomical Journal. ج. 120 ع. 6: 2735–2746. Bibcode:2000AJ....120.2735W. DOI:10.1086/316854.

## وصلات خارجية
- "حقل هابل العميق". STScI. مؤرشف من الأصل في 2022-12-11. الموقع الرئيسي لحقل هابل العميق. (بالإنجليزية)
- ڤيديو من موقع هابل الرسمي. hubblesite.org (بالإنجليزية)
- "رؤية هابل الأعمق للكون تكشف عن المجرات المحيرة عبر مليارات السنين". 15 يناير، 1996. مؤرشف من الأصل في 2008-05-16. {{استشهاد ويب}}: تحقق من التاريخ في: |تاريخ= (مساعدة) بيان ناسا الصحفي الأصلي. (بالإنجليزية)